# Ельшанка (село)
Ельшанка — село в Камышинском районе Волгоградской области, в составе Мичуринского сельского поселения. Основано как казённый хутор в 1820-х годах.
Население — 278 чел. (2010)

## История
По сведениям А. Н. Минха казённый хутор Ельшанка заселён в 1820-х годах. В 1862 году на хуторе имелось 40 дворов, проживало 239 душ мужского и 262 женского пола. На хуторе проживали бывшие государственные крестьяне, великороссы, православные. С 1864 года Ельшанка составляла одно сельское общество, имела старосту, сборщика податей, пожарного старосту, смотрителя общественного хлебозапасного магазина, полесовщика, полицейского сотского и десятников. В 1894 году в селе имелось уже 168 дворов, 487 душ мужского и 479 женского пола. Село относилось к Камышинскому уезду Саратовской губернии.
С 1928 года село — центр Елшанского сельсовета в составе Камышинского района Камышинского округа (округ ликвидирован в 1934 году) Нижневолжского края (с 1935 года — Сталинградского края, с 1936 года — Сталинградской области, с 1961 года — Волгоградской области). В 1954 году Ельшанский сельсовет был упразднён, а село было включено в состав Средне-Камышинского сельсовета. В 1959 году был упразднён Средне-Камышинский сельсовет, а село было включено в состав Терновского сельсовета. В 1998 году включено в состав Мичуринского сельсовета (с 2005 года — Мичуринское сельское поселение).

## Физико-географическая характеристика
Село расположено в центральной части Камышинского района, в пределах Приволжской возвышенности, являющейся частью Восточно-Европейской равнины, на реке Ельшанке (левый приток Камышинки), на высоте 140 метров над уровнем моря. Рельеф местности — холмистно-равнинный. сильно пересечённый балками и оврагами. Почвы — каштановые. Почвообразующие породы — пески.
По автомобильным дорогам расстояние до административного центра сельского поселения посёлка Мичуринский — 5,5 км, до районного центра Камышин — 12 км, до областного центра города Волгоград — 200 км, до города Саратов — 190 км. Ближайшая железнодорожная станция расположена в городе Камышине.
Часовой пояс
Ельшанка, как и вся Волгоградская область, находится в часовой зоне МСК (московское время). Смещение применяемого времени относительно UTC составляет +3:00.

## Население
| 1897 | 1911 | 2002 |
| ---- | ---- | ---- |
| 1022 | 1367 | 244  |

| 1862 | 1886 | 1894 | 2010 |
| ---- | ---- | ---- | ---- |
| 501  | ↗890 | ↗966 | ↘278 |